# 贝甘索内斯
贝甘索内斯，是西班牙卡斯蒂利亚-莱昂塞戈维亚省的一个市镇。 总面积22平方公里，总人口301人（2001年），人口密度14人/平方公里。